# بيت بوتجيج
بِيت بوتجيج أو بِيت بودجاج (بالإنجليزية: Pete Buttigieg) هو سياسي أمريكي، ولد في 19 يناير 1982 بساوث بند في ولاية إنديانا بالولايات المتحدة الأمريكية. حزبياً، نشط في الحزب الديمقراطي. وقد انتخب عمدة لمدينته (2012 – 2020).
يُعرَف بِيت بكونه عسكرياً سابقاً خدم في حرب أفغانستان ولِكَونه مِثليّ الجنس وهو متزوج من تشاستن بوتجيج والذي يعمل كمُعلِّم.
بِيت كان مرشّحا للانتخابات الرئاسية الأمريكية في 2020 ولكنه انسحب في الأول من مارس 2020.
تخرج بوتجيج من كلية هارفرد ومن جامعة أكسفورد، إذ التحق بالأخيرة نتيجة حصوله على منحة رودس الدراسية. كان مستشارًا في شركة الاستشارات الإدارية ماكنزي منذ عام 2007 حتى عام 2010. كان منذ عام 2009 حتى عام 2017 ضابط استخبارات في بحرية الولايات المتحدة، وحصل فيها على رتبة ملازم. أُرسل إلى أفغانستان لمدة سبعة شهور في عام 2014، ومُنح وسام الثناء للخدمة المشتركة.
قبل الترشح لمنصب الرئاسة، عمل بوتجيج في حملات سياسية للديمقراطيين جيل لونغ ثومبسون، وجوي دونلي، وجون كيري. شغل بوتجيج منصب العمدة الثاني والثلاثين لمدينة ساوث بيند، في ولاية إنديانا، منذ يناير 2012 حتى يناير 2020. أعلن بوتجيج عن مثليته في عام 2015 وأُعيد انتخابه بنسبة أكثر من 80% من الأصوات.
أطلق بوتجيج حملته للانتخابات الرئاسية للولايات المتحدة لعام 2020 في 14 أبريل عام 2019. أصبح أول شخص مثلي يطلق حملةً رئاسية كبرى. على الرغم من التوقعات المنخفضة في البداية، فقد حصل على قوة دفع كبيرة في منتصف عام 2019، عندما شارك في اللقاءات المفتوحة، وفي المنتديات، والمناقشات. فاز بوتجيج بالكاد في عدد المندوبين الموفدين في مجالس ولاية آيوا الانتخابية وتعادل في عدد المندوبين الموفدين في انتخابات نيوهامبشر. يُعتبر بوتجيج أول مرشح مثلي الجنس يحصل على مندوبين في انتخابات رئاسية من أحد الحزبين السياسيين الأمريكيين الكبيرين.

## الحياة والأعمال المبكرة
وُلد بوتجيج في 19 يناير عام 1982، في ساوث بيند، ولاية إنديانا، وهو الابن الوحيد لجينيفر آن مونتغومري وجوزيف إيه. بوتجيج. التقى والداه وتزوجا عندما كانا يعملان في التدريس، في جامعة ولاية نيو مكسيكو. ولد والده وترعرع في هامرون، مالطا، وكان قد درس ليصبح يسوعيًا قبل أن يهاجر إلى الولايات المتحدة ويبدأ العمل في مهنة علمانية بوصفه بروفيسورًا في الأدب في جامعة نوتردام في ساوث بند، حيث درّس فيها لمدة 29 عامًا. وُلدت والدته في مقاطعة ستانيسلاوس، كاليفورنيا، وتخرجت من مدرسة رادفورد الثانوية في إل باسو، تكساس، والتحقت بجامعة تكساس إذ حصلت على درجة البكالوريوس والماجستير في عام 1967؛ وُلدت والدتها في أوكلاهوما، ووُلد والدها في إنديانا.

### التعليم
كان بوتجيج طالبًا متفوقًا في دفعة عام 2000، في مدرسة سانت جوزيف الثانوية في  ساوث بند. في ذلك العام، فاز بالجائزة الأولى في مسابقة مقال عن لمحات في الشجاعة في مكتبة ومتحف جون إف. كينيدي الرئاسية. سافر إلى بوسطن ليتسلّم الجائزة، والتقى بكارولين كينيدي وأفراد آخرين من عائلة الرئيس كينيدي. كان موضوع مقالته الفائزة هو النزاهة والشجاعة السياسية لممثل الولايات المتحدة حينها من فيرمونت، بيرني ساندرز، الذي كان واحدًا من اثنين فقط من السياسيين المستقلين في الكونغرس.
التحق بوتجيج بجامعة هارفرد، حيث اختص في التاريخ والأدب. أصبح رئيسًا للجنة الاستشارية الطلابية لمعهد هارفرد للسياسة، وعمل على الدراسة السنوية للمعهد لمواقف الشباب من السياسة. كتب أطروحته الجامعية بعنوان «الأمريكي الهادئ في رحلة إلى البرية»، يتحدث فيها عن تأثير التزمّت على السياسة الخارجية للولايات المتحدة مثلما ظهرت في رواية غراهام غرين التي تحمل عنوان «الأمريكي الهادئ». عنوان أطروحته هو أيضًا إشارة إلى رحلة عمل المؤرخ الأمريكي بيري ميلر إلى البرية.
بعد تخرجه بمرتبة الشرف من الدرجة الثانية من جامعة هارفارد في عام 2004، انتُخب بوتجيج عضوًا في جمعية فاي بيتا كابا، وفاز بمنحة رودس؛ كما حصل في عام 2007 على درجة الماجستير في الفنون، مع مرتبة الشرف من الدرجة الأولى في الفلسفة والسياسة والاقتصاد بعد دراسته في جامعة بيمبروك، أوكسفورد. في جامعة أوكسفورد، كان محررًا لمجلة أوكسفورد الدولية، وكان مؤسسًا وعضوًا في مشروع النهضة الديمقراطية، وهو مناظرة غير رسمية ومجموعة مناقشة تتضمن العشرات من طلاب جامعة أوكسفورد.

### الحياة المهنية
كان بوتجيج متدربًا صحفيًا في قناة دبليو إم إيه أو- تي في، ولشبكة أخبار إن بي سي لمدينة شيكاغو. عمل أيضًا متدربًا لدى الديمقراطية جيل لونغ ثومبسون خلال محاولتها غير الناجحة للوصول إلى الكونغرس في عام 2002. ]بحاجة مصدر[ في عام 2006، قدم المساعدة في حملة الكونغرس الناجحة لجوي دونلي.
كان بوتجيج، منذ عام 2004 حتى عام 2005، مدير مؤتمر مجموعة كوهين. عمل بوتجيج اختصاصي سياسات وأبحاث في حملة جون كيري الرئاسية لعام 2004، في نيو مكسيكو وأريزونا. عندما قبل عرض العمل في حملة كيري، رفض عرضًا آخر بالعمل في حملة باراك أوباما لمجلس الشيوخ للولايات المتحدة في عام 2004.
بعد حصوله على شهادته من جامعة أوكسفورد، أصبح بوتجيج، في عام 2007، مستشارًا في مكتب شيكاغو لشركة مكنزي وشركائه، حيث عمل هناك في مجالات الطاقة وتجارة بالتجزئة، والتنمية الاقتصادية، والخدمات اللوجستية لمدة ثلاث سنوات. من بين عملائه في شركة ماكنزي هم شركة التأمين الصحي بلو كروس بلو شيلد في ميشيغان، وتاجر تجزئة الإلكترونيات بيست باي، وسلسلة سوبر ماركت الكندية لوبلوز، ومجموعتي حماية البيئة غير الربحيتين (مجلس الدفاع عن الموارد الطبيعية ومؤسسة الطاقة) والعديد من الوكالات الحكومية الأمريكية (إي بّي إيه، ووزارة الطاقة، ووزارة الدفاع والخدمات البريدية). أخذ إجازة من ماكينزي في عام 2008 ليصبح مدير أبحاث حملة جيل لونغ ثومبسون غير الناجحة لتصبح حاكم ولاية إنديانا. ترك بوتجيج العمل لدى ماكينزي في عام 2010 من أجل التركيز الكامل على حملته لأمين خزينة ولاية إنديانا.
شارك بوتجيج في مشروع ترومان للأمن الوطني منذ عام 2005، وعمل فيه بوصفه زميلًا لديه خبرة في أفغانستان وباكستان. في عام 2014، سُمي عضوًا في مجلس مستشاري المنظمة.

### الخدمة العسكرية
انضم بوتجيج إلى قوات البحرية الأمريكية من خلال برنامج ضابط اللجنة المباشر (دي سي أو)، وقد أدى اليمين بوصفه ضابطًا من اللجنة في الاستخبارات البحرية في شهر سبتمبر عام 2009. أخذ في عام 2014، إجازةً خلال فترة عملة عمدةً مدتها سبعة أشهر، ليُرسل إلى أفغانستان. عندما كان هناك، كان بوتجيج جزءًا من وحدة مهمتها تحديد شبكات تمويل الإرهاب وتشويشها. كان جزءٌ من ذلك يتم في قاعدة باغرام الجوية، لكنه عمل أيضًا سائقًا مسلحًا لقائده، في أكثر من 100 رحلة إلى كابول. أشار بوتجيج مازحًا إلى هذا العمل قائلًا إنه «أوبر الجيش»، لأنه وجب عليه الحذر من الكمائن والأجهزة المتفجرة على طول الطرق، إلى جانب ضمان حماية السيارة. من أجل تواصل أفضل مع السكان المحليين الأفغان، تعلم قليلًا من اللغة الدرية (لهجة من اللغة الفارسية). مُنح بوتجيج وسام الثناء للخدمة المشتركة، واستقال من تفويضه في القوات البحرية للولايات المتحدة في عام 2017.

### انتخابات أمين خزينة ولاية إنديانا
كان بوتجيج المرشح الديمقراطي لمنصب أمين خزينة ولاية إنديانا في عام 2010. حصل على 37.5% من الأصوات، وخسر لصالح المرشح الجمهوري ريتشارد موردوك.

## وصلات خارجية
- بيت بوتجيج على موقع IMDb (الإنجليزية)
- بيت بوتجيج على موقع مونزينجر (الألمانية)
- بيت بوتجيج على موقع قاعدة بيانات الفيلم (الإنجليزية)